# Кеняйкин, Алексей Николаевич
Алексе́й Никола́евич Кеня́йкин (род. 23 августа 1998, Самара) — российский футболист, вратарь ульяновской «Волги».

## Биография
Родился в Самаре.
В 2009 году начал заниматься футболом в самарской СДЮСШОР №1. В 2014 году перешёл в академию «Крыльев Советов».
В 2016 году подписал первый контракт с «Оренбургом».
18 августа 2017 года в матче первенства ПФЛ против «Анжи-Юниор» дебютировал в профессиональном футболе за «Оренбург-2».
4 июля 2019 года правах аренды присоединился к московскому «Торпедо». 4 августа 2019 года в матче против «Армавира» дебютировал в Первой лиге.
26 августа 2020 года в матче Кубка России против владикавказской «Алании» дебютировал в основном составе «Оренбурга». По итогам сезона 2021/22 с клубом занял 3-е место в Первом дивизионе и одержав победу в стыковых матчах вышел в РПЛ.
3 сентября 2022 года в матче против «Химок» дебютировал в чемпионате России.
19 января 2025 года на правах свободного агента перешёл в ульяновскую «Волгу». В сезоне 2024/25 стал серебряным призёром Второй лиги (дивизион «А»). Также был признан лучшим вратарём турнира.

## Статистика выступлений
| Выступление        | Выступление       | Выступление      | Лига | Лига | Кубки | Кубки | Стыковые матчи | Стыковые матчи | Итого | Итого |
| Клуб               | Лига              | Сезон            | Игры | Голы | Игры  | Голы  | Игры           | Голы           | Игры  | Голы  |
| ------------------ | ----------------- | ---------------- | ---- | ---- | ----- | ----- | -------------- | -------------- | ----- | ----- |
| Оренбург           | ФНЛ               | 2020/21          | 7    | −5   | 1     | −1    | —              | —              | 8     | -6    |
| Оренбург           | Первый дивизион   | 2021/22          | 22   | −21  | 0     | 0     | 0              | 0              | 22    | -21   |
| Оренбург           | РПЛ               | 2022/23          | 11   | −20  | 1     | −3    | —              | —              | 12    | -23   |
| Оренбург           | РПЛ               | 2023/24          | 3    | −4   | 5     | −5    | —              | —              | 8     | -9    |
| Оренбург           | Итого             | Итого            | 43   | −50  | 7     | −9    | 0              | 0              | 50    | -59   |
| → Оренбург-2       | ПФЛ               | 2017/18          | 5    | −7   | —     | —     | —              | —              | 5     | -7    |
| → Оренбург-2       | Итого             | Итого            | 5    | −7   | —     | —     | —              | —              | 5     | -7    |
| → Торпедо (Москва) | ФНЛ               | 2019/20          | 20   | −17  | 2     | 0     | —              | —              | 22    | -17   |
| → Торпедо (Москва) | Итого             | Итого            | 20   | −17  | 2     | 0     | —              | —              | 22    | -17   |
| → Оренбург-2       | Вторая лига («Б») | 2024             | 3    | −2   | —     | —     | —              | —              | 3     | -2    |
| → Оренбург-2       | Итого             | Итого            | 3    | −2   | —     | —     | —              | —              | 3     | -2    |
| Волга (Ульяновск)  | Вторая лига («А») | 2024/25          | 17   | −13  | 0     | 0     | —              | —              | 17    | -13   |
| Волга (Ульяновск)  | Первая лига       | 2025/26          | 4    | −6   | 0     | 0     | —              | —              | 4     | -6    |
| Волга (Ульяновск)  | Итого             | Итого            | 21   | −19  | 0     | 0     | —              | —              | 21    | -19   |
| Всего за карьеру   | Всего за карьеру  | Всего за карьеру | 92   | −95  | 9     | −9    | 0              | 0              | 101   | -104  |

## Достижения
«Оренбург»
- Серебряный призёр ФНЛ: 2020/21
- Бронзовый призёр Первого дивизиона: 2021/22

«Волга» (Ульяновск)
- Серебряный призёр Второй лиги (дивизион «А»): 2024/25